# Iperfosfatemia
In medicina, l'iperfosfatemia è uno squilibrio elettrolitico caratterizzato dall'eccessiva concentrazione di fosfati nel sangue. Spesso si accompagna ad un'ipocalcemia dovuta alla precipitazione del fosfato con il calcio nei tessuti. I livelli adeguati di fosforo nel sangue sono generalmente compresi tra 0,81 e 1,45 mmol/L.

## Eziologia
La condizione è frequentemente associata all'insufficienza renale cronica. Cause differenti includono, tra le altre:
- acidosi metabolica
- acidosi respiratoria
- anemia emolitica severa
- sarcoidosi, rabdomiolisi
- acromegalia
- una pregressa grave ipomagnesemia o ipermagnesemia.
- Ipoparatiroidismo: in questa situazione, ci sono bassi livelli di ormone paratiroideo (PTH). Il PTH normalmente inibisce il riassorbimento del fosfato da parte del rene. Pertanto, senza abbastanza PTH c'è un maggiore riassorbimento del fosfato che porta ad un alto livello di fosfato nel sangue.
- Insufficienza renale cronica: quando i reni non funzionano bene, aumenta la ritenzione di fosfati.
- Farmaci: l'iperfosfatemia può anche essere causata dall'assunzione di soluzioni orali di fosfato di sodio prescritte per la preparazione intestinale per la colonscopia nei bambini.

Una lista più completa comprende:
| Escrezione renale di fosfato compromessa          | - Diminuzione della funzione renale - Ormone paratiroideo basso - Crescita staturale - Cause Autoimmuni - Dopo interventi chirurgici al collo o radiazioni - Attivazione delle mutazioni del recettore sensibile al calcio - Soppressione paratiroidea - Ipercalcemia indipendente dalla paratiroide - Intossicazione da vitamina D o vitamina A. - Sarcoidosi, altre malattie granulomatose - Immobilizzazione, metastasi osteolitiche - Sindrome da latte-alcali - Ipermagnesemia o ipomagnesemia grave - Pseudoipoparatiroidismo - Acromegalia - Calcinosi tumorale - Terapia con eparina |
| Carichi massicci di fosfato fluido extracellulare | - Rapida somministrazione di fosfato esogeno (endovenoso, orale, rettale) - Lesioni cellulari estese o necrosi - Lesioni da schiacciamento - Rabdomiolisi - Ipertermia - Epatite fulminante - Terapia citotossica - Grave anemia emolitica - Spostamenti del fosfato transcellulare - Acidosi metabolica - Acidosi respiratoria |

## Segni e sintomi
I segni e sintomi includono calcificazione ectopica, iperparatiroidismo secondario e osteodistrofia renale. Le anomalie nel metabolismo del fosfato come l'iperfosfatemia sono incluse nella definizione della nuova malattia renale cronica-minerale e disturbo osseo (CKD-MBD).
Normalmente l'iperfosfatemia non provoca sintomi di per sé, ma nelle forme gravi si manifesta tramite gli effetti provocati su diversi organi e tessuti. Nelle forme che insorgono rapidamente, per esempio nell'insufficienza renale acuta, l'iperfosfatemia induce comunemente una riduzione della concentrazione di calcio nel sangue mediante complessi meccanismi ormonali che coinvolgono il paratormone e la vitamina D.
L'iperfosfatemia di lunga durata, come quella associata alla malattia renale cronica, provoca invece una tendenza alla calcificazione anormale dei tessuti, in particolare delle arterie, aumentando il rischio di ischemia a livello del cuore e di altri organi. Sempre nelle forme croniche gli elevati livelli plasmatici di fosforo stimolano la secrezione del paratormone (iperparatiroidismo secondario) e a livello delle ossa alterano i normali processi di mineralizzazione determinando l'instaurarsi di una patologia detta osteodistrofia renale.

## Diagnosi
La diagnosi di iperfosfatemia viene fatta misurando la concentrazione di fosfato nel sangue. Una concentrazione di fosfato superiore a 1,46 mmol / l (4,5 mg / dl) è indicativa di iperfosfatemia, sebbene possano essere necessari ulteriori test per identificare la causa sottostante dei livelli elevati di fosfato. È considerato grave quando i livelli sono superiori a 1,6 mmol / l (5mg / dl).

## Terapia
Alti livelli di fosfato possono essere evitati con i leganti del fosfato e le restrizioni dietetiche del fosfato. Se i reni funzionano normalmente, può essere indotta una diuresi salina per eliminare renalmente l'eccesso di fosfato. In casi estremi, il sangue può essere filtrato in un processo chiamato emodialisi, eliminando il fosfato in eccesso.